# Карім Хабіб
Карім Антуан Хабіб (17 березня 1970, Бейрут) — канадський автомобільний дизайнер ліванського походження, на даний момент очолює дизайн корейського виробника автомобілів Kia. Раніше він працював на BMW та Infiniti. Він вільно володіє арабською, англійською, французькою, німецькою та італійською мовами.

## Кар'єра
Народився 17 березня 1970 року в місті Бейруті (Ліван). В ранні роки переїхав до Канади і отримав освіту в Університеті Макгілла, а також транспортний дизайн у коледжі дизайну Art Center.
У 1998 році він був прийнятий на роботу в BMW. Він отримав свою першу перерву в BMW, розробляючи інтер'єр E60 5 серії. Пізніше він розробив екстер'єр BMW 7 серії F01. У 2009 році він пішов працювати в Mercedes-Benz на кілька років і повернувся в BMW у 2011 році як дизайнер екстер'єру до січня 2017 року.
Він почав працювати в Infiniti в липні 2017 року і покинув компанію в серпні 2019 року, його замінив Тайсуке Накамура.
У вересні 2019 року Хабіб приєднався до Kia на посаді старшого віце-президента та керівника центру дизайну Kia.

## Видатні роботи
- Mercedes-Benz F800
- Концепція BMW CS
- BMW 7 серії (F01)
- BMW 7 серії (G11)
- BMW X6
- BMW X3
- BMW 5 серії (E60) (салон)
- Infiniti Q Inspiration Concept
- Kia Sorento (MQ4)
- Kia Optima/K5 (DL3)
- Kia Carnival (KA4)
- Kia EV6
- Kia Sonet (QY)
- Kia Carens (KY)
- Kia K8 (GL3)